# 徐秀娟
徐秀娟（1964年10月16日—1987年9月16日），环保工作者，中国第一位驯鹤姑娘，出生于黑龙江省齐齐哈尔市。1987年9月16日，在江苏盐城一自然保护区内寻找两只丹顶鹤时，于沼泽地遇难，因公殉职，后被追认为烈士。以其故事为背景创作的歌曲《一个真实的故事》广为传唱。